# Duquesa Anne d’Uzés
Anne de Rochechouart de Mortemart, também conhecida como duquesa de Uzès (Paris, 10 de fevereiro de 1847 - 3 de fevereiro de 1933) foi uma aristocrata francesa.
Foi a primeira mulher a obter habilitação para dirigir na história, em 1897, bem como a primeira mulher a receber uma multa por dirigir a cima da velocidade máxima permitida, quando dirigia a 15 km/h quando o limite era de apenas 12 km/h. Também fundou o primeiro clube feminino do automóvel da França.

## Biografia
Filha de Louis de Rochechouart de Mortemart, conde de Mortemart, e Marie-Clémentine de Chevigné. Sua avó era Barbe-Nicole Clicquot-Ponsardin, conhecida como "a grande dama do champanhe" ou "A viúva Clicquot".
Recebeu o título de duquesa por seu casamento com Emmanuel de Crussol d'Uzès, duque de Crussol (e mais tarde duque de Uzès, em 1972). Tiveram quatro filhos.
Sendo de orientação política orleanista, a duquesa de Uzès financiou as atividades políticas do general Georges Boulanger, na esperança de ajudar Philippe d'Orléans a restaurar a monarquia.